# Grenen Kunstmuseum

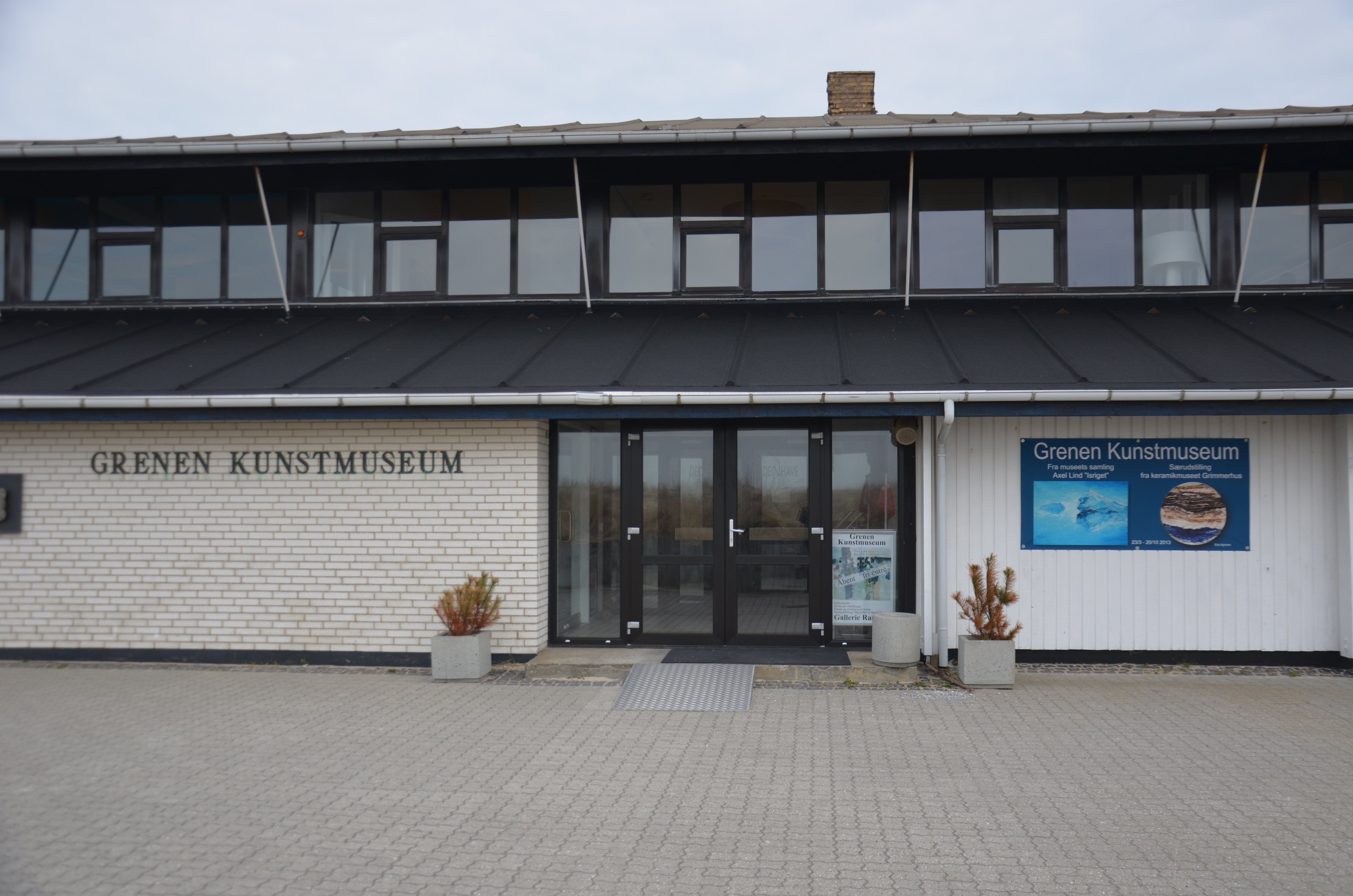
Grenen Kunstmuseum

Grenen Kunstmuseum är ett danskt konstmuseum och galleri på Grenen norr om Skagen i Jylland.
Grenen Kunstmuseum grundades 1977 av den danske marinmålaren Axel Lind i en byggnad som uppfördes på platsen för det tidigare Skagen Badehotel. Museet visar bland annat målningar av Axel Lind.